# Alexandru Terziman
Alexandru Terziman (n. 28 noiembrie 1894, Stănișești, Bacău, România – d. 23 februarie 1943, Taișet⁠(d), RSFS Rusă, URSS) a fost un scriitor, jurnalist și traducător român de origine evreiască.

## Biografie
Terziman s-a născut drept Itzik Alterzon în Stănișești, pe atunci în județul Tecuci (azi în județul Bacău). În 1915 s-a mutat în București, unde a debutat ca poet și ca scriitor de nuvele. În 1916 a fost mobilizat în Armata Română și a luptat în Primul Război Mondial împotriva trupelor germano-bulgare, în Dobrogea. În 1918 a fost rănit, tratat într-un spital militar, apoi demobilizat și decorat pentru meritele sale militare.
În perioada interbelică s-a stabilit în Basarabia, la Chișinău. A fost corespondent pentru ziarele Adevărul, Dimineața, Lupta și Flacăra. În 1921 a devenit redactor la revista pentru copii Almanahul Bibliotecii Copiiilor și a Tinerimei. Între 1931-1933 a editat la ziarul Izbânda, organul PNȚ, devenind chiar și membru de partid. Între 1932-1934 a fost redactorul-șef al ziarului Viața basarabeană, fondat de Pantelimon Halippa și Nicolai Costenco. A mai colaborat și cu revistele Sburătorul, Gândirea, Dreptatea sau Luceafărul.
Pe lângă activitatea sa de jurnalist, Terzmian a mai tradus în limba română opere de renume mondial, și a scris opere proprii. Prima colecție de poezii a lui Terziman, Stele sub nori, a fost publicată în 1927. Ca liricist, a fost adept al simbolismului. În 1934 publică o carte de povestiri și poezii pentru copii, intitulată Cartea noastră. A tradus în română din Nikolaus Lenau, Rainer Maria Rilke, Hugo Zuckerman, Aleksandr Pușkin, Mihail Lermontov, Alexandr Kuprin, Anton Cehov, Rabindranath Tagore, Ferenc Molnár, Bjørnstjerne Bjørnson și August Strindberg.
În anul 1938, o dată cu venirea la putere a Guvernului antisemit condus de Octavian Goga, lui Terziman i s-a interzis să mai scrie la vreun ziar, cu excepția celor evreiești. Ziarul Ordinea Basarabiei l-a acuzat de legături cu Internaționala a III-a.
După ocupația sovietică a Basarabiei și Bucovinei de Nord, alege să rămână în RSS Moldovenească. În arhivele Armatei Române este precizat că, pe 2 iulie 1940, Terziman deja ar fi primit "o funcție" în noua structură sovietică (deși, în timpul anchetării sale de către NKVD, Terziman a declarat că, în primele 3 luni de la ocupația sovietică, a fost șomer). Preotul Sergiu Roșca, refugiat în Regatul României, a declarat că Terziman s-a bucurat în urma ocupației sovietice. Pe 25 iunie 1941, Terziman îi mărturisește scriitorului Lev Barschi intuiția sa că Germania Nazistă va câștiga războiul, deoarece are o armată mai bine echipată decât cea sovietică. În ziua următoare, pe data de 26 iunie 1941, la un an după ocupația sovietică a Basarabiei și Bucovinei de Nord, Terziman a fost arestat de către autoritățile sovietice, la ordinul lui Iosif Mordoveț, și condamnat la 10 ani de muncă forțată la GULAG-ul de la Taișet. A fost condamnat pentru naționalism românesc, deoarece a susținut că limba moldovenească și limba română sunt una și aceeași. A murit pe data de 23 februarie a anului următor.